# Gornet (Prahova megye)
Gornet község és falu Prahova megyében, Munténiában, Romániában.  A hozzá tartozó települések: Bogdănești, Cuib és Nucet.

## Fekvése
A megye középső részén található, a megyeszékhelytől, Ploieștitől, huszonhat kilométerre északra, a Sărăţel-patak mentén, a Szubkárpátok dombjai között.

## Történelem
A 19. század végén a község a Gornet-Cuib nevet viselte, Podgoria járásban, Prahova megyében, és ugyanazok a falvak tartoztak az irányítása alá mint manapság, összesen 2350 lakossal. Ebben az időszakban a községnek két iskolája volt, az egyiket 1857-ben alapították Gornet településén, a másikat 1859-ben Cuib-on. Ugyancsak ebben az időszakban a község területén 3 templom állt, egy-egy Gornet, Cuib és Nucet településeken, utóbbit 1814-ben építették fából.
1925-ös évkönyv szerint lakossága 2239 fő volt. 1931-ben Nucet falut egy rövid időre Păcureți községhez csatolták.
1950-ben, közigazgatási átszervezés során, Prahova megyét megszüntették. Gornet ekkor a Prahova-i régió Teleajen rajonjához került, 1952-en pedig a Ploiești régióhoz csatolták.
1968-ban, az újabb átszervezés után, Gornet néven az ismét létrehozott Prahova megye része lett.

## Lakossága
| Nemzetiségek | 2002 | 2002    |
| ------------ | ---- | ------- |
| Románok      | 3126 | 100,00% |
| Összesen     | 3126 | 100,0%  |